# Ablautus flavipes
Ablautus flavipes är en tvåvingeart som beskrevs av Daniel William Coquillett 1904. Ablautus flavipes ingår i släktet Ablautus och familjen rovflugor. Inga underarter finns listade i Catalogue of Life.